# Liste des parcs de San Francisco
Cet article dresse une liste des parcs de San Francisco, dans l'État de Californie.

## Parcs fédéraux

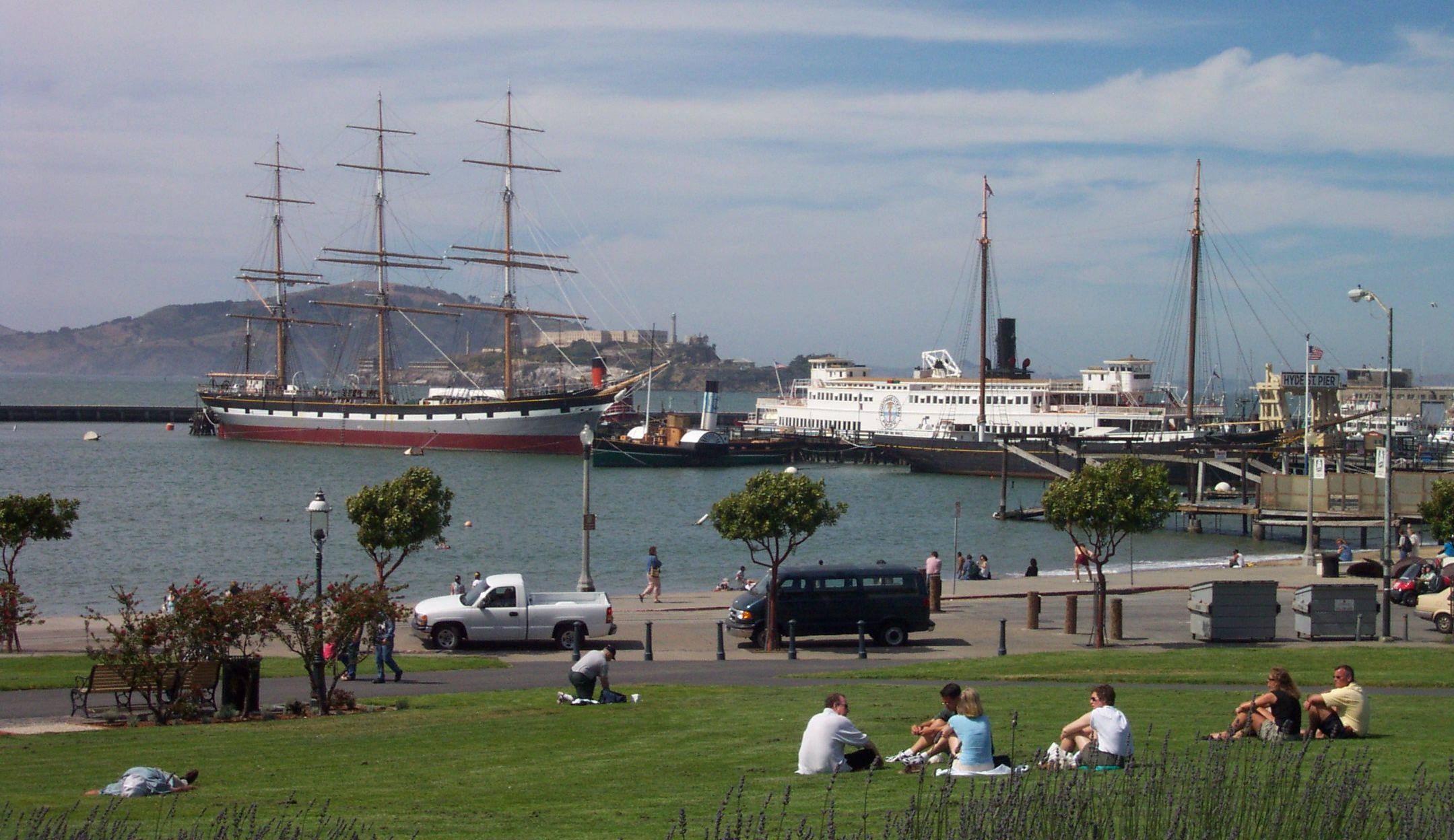
Le musée maritime San Francisco Maritime National Historical Park

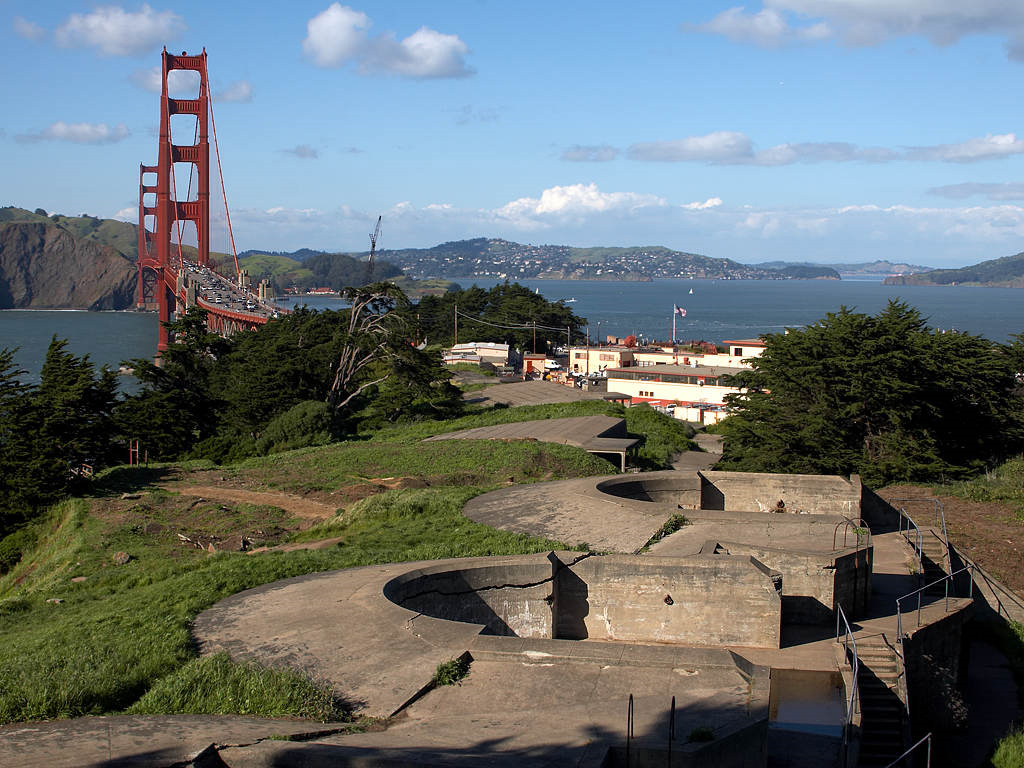
La base militaire désaffectée du parc du Presidio

Parcs gérés par le National Park Service :
- Golden Gate National Recreation Area (en partie), incluant :
  - Alcatraz
  - China Beach
  - Fort Funston
  - Fort Mason
  - Fort Miley (en partie)
  - Lands End
  - Ocean Beach
  - Le Presidio, qui lui-même inclut :
    - Baker Beach
    - Crissy Field
    - Fort Point
    - San Francisco National Cemetery

  - Sutro District, including
    - Cliff House
    - Sutro Baths
    - Sutro Heights Park
- San Francisco Maritime National Historical Park, incluant :
  - Aquatic Park
  - Hyde Street Pier

United States Fish and Wildlife Service
- Îles Farallon

National Oceanic and Atmospheric Administration
- Gulf of the Farallones National Marine Sanctuary (en partie)

## Parcs d'État

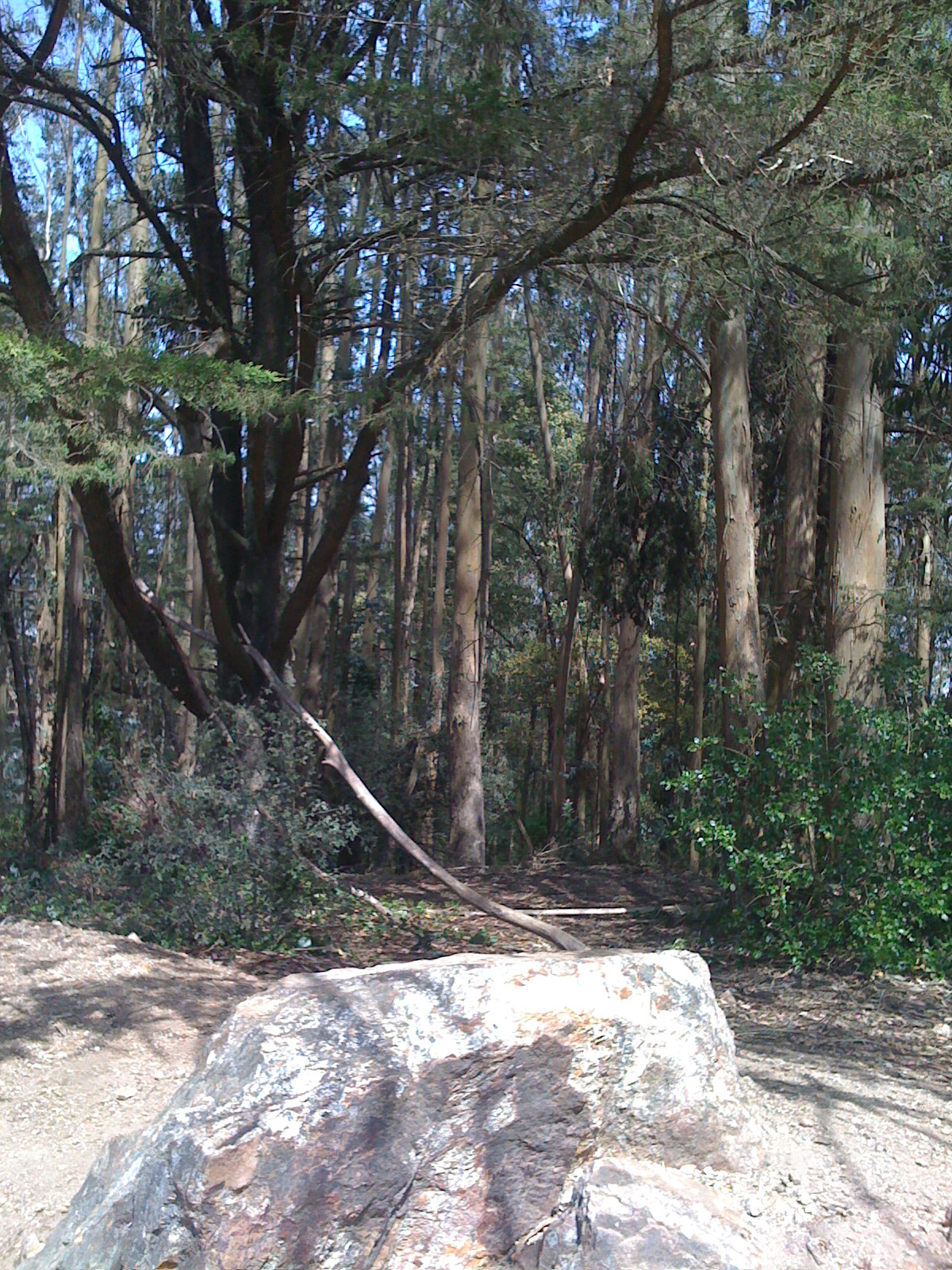
Sommet du [Mont Sutro

California Department of Parks & Recreation
- Angel Island (en partie)
- Candlestick Point State Recreation Area

California Department of Fish and Game
- Îles Farallon

Université de Californie
- Réserve Naturelle de Mont Sutro

## Parcs municipaux
- Alamo Square
- Alta Plaza
- Balboa Park
- Bernal Heights Park
- Buena Vista Park
- Candlestick Park
- Cayuga Park
- Corona Heights Park
- Dolores Park
- Duboce Park
- Garfield Square
- Glen Canyon Park
- Golden Gate Park, incluant :

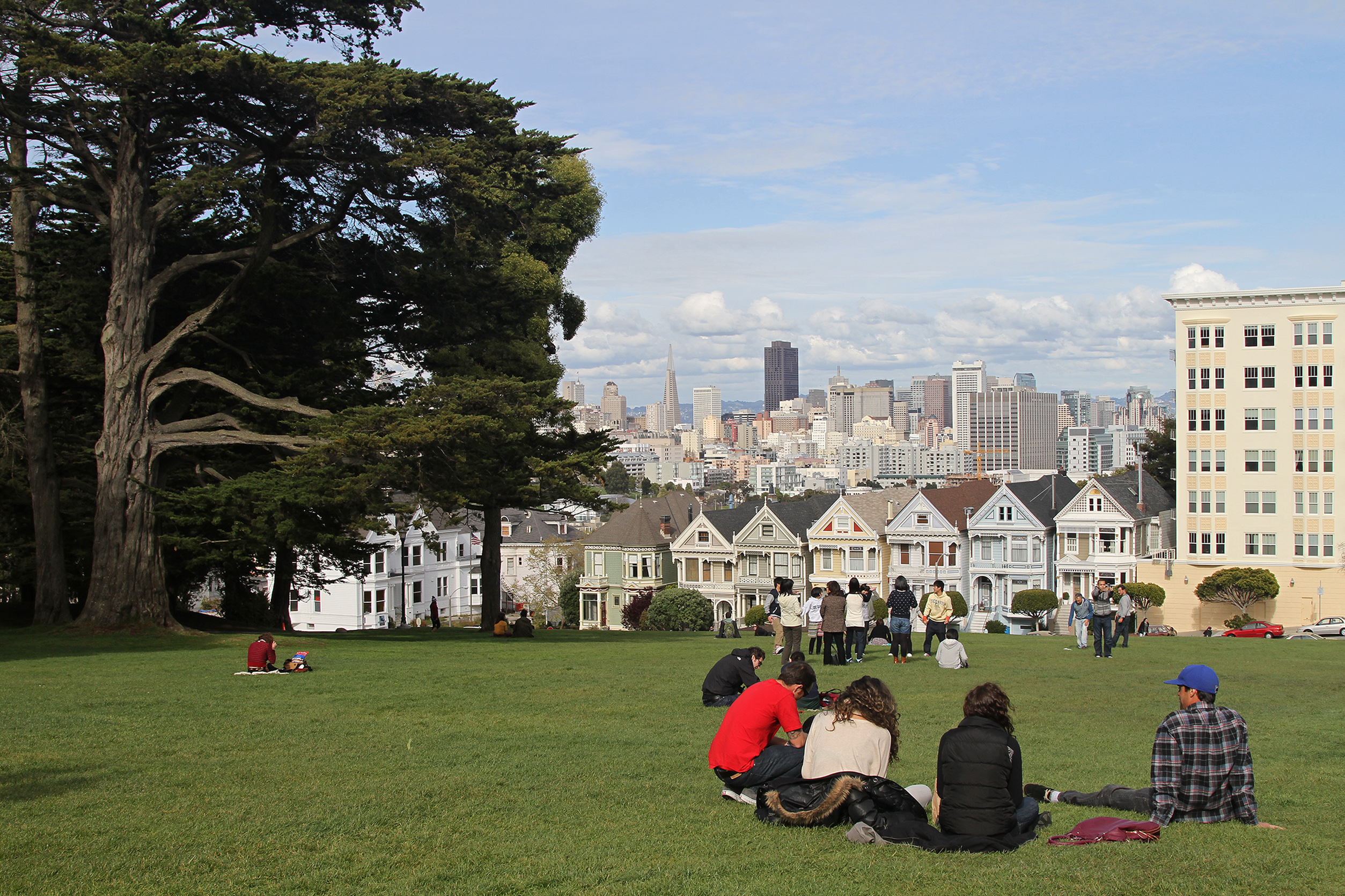
Alamo Square domine la ville et offre une vue magnifique.

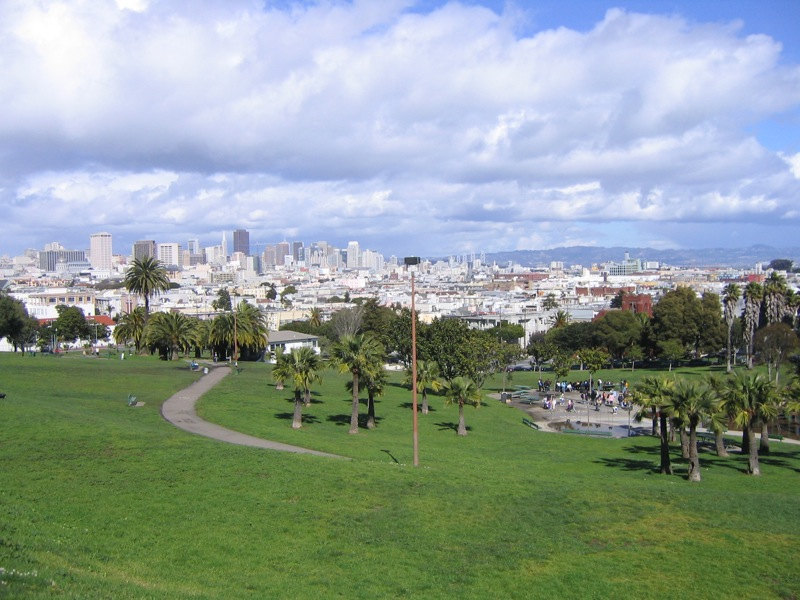
Dolores Park.

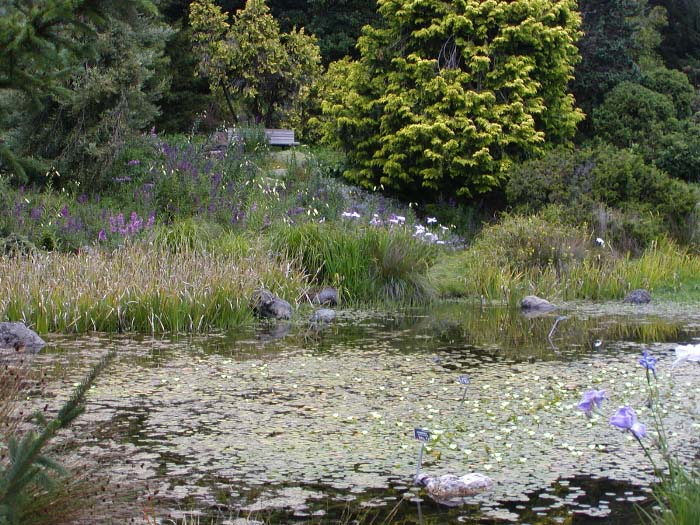
Le Jardin botanique de San Francisco.

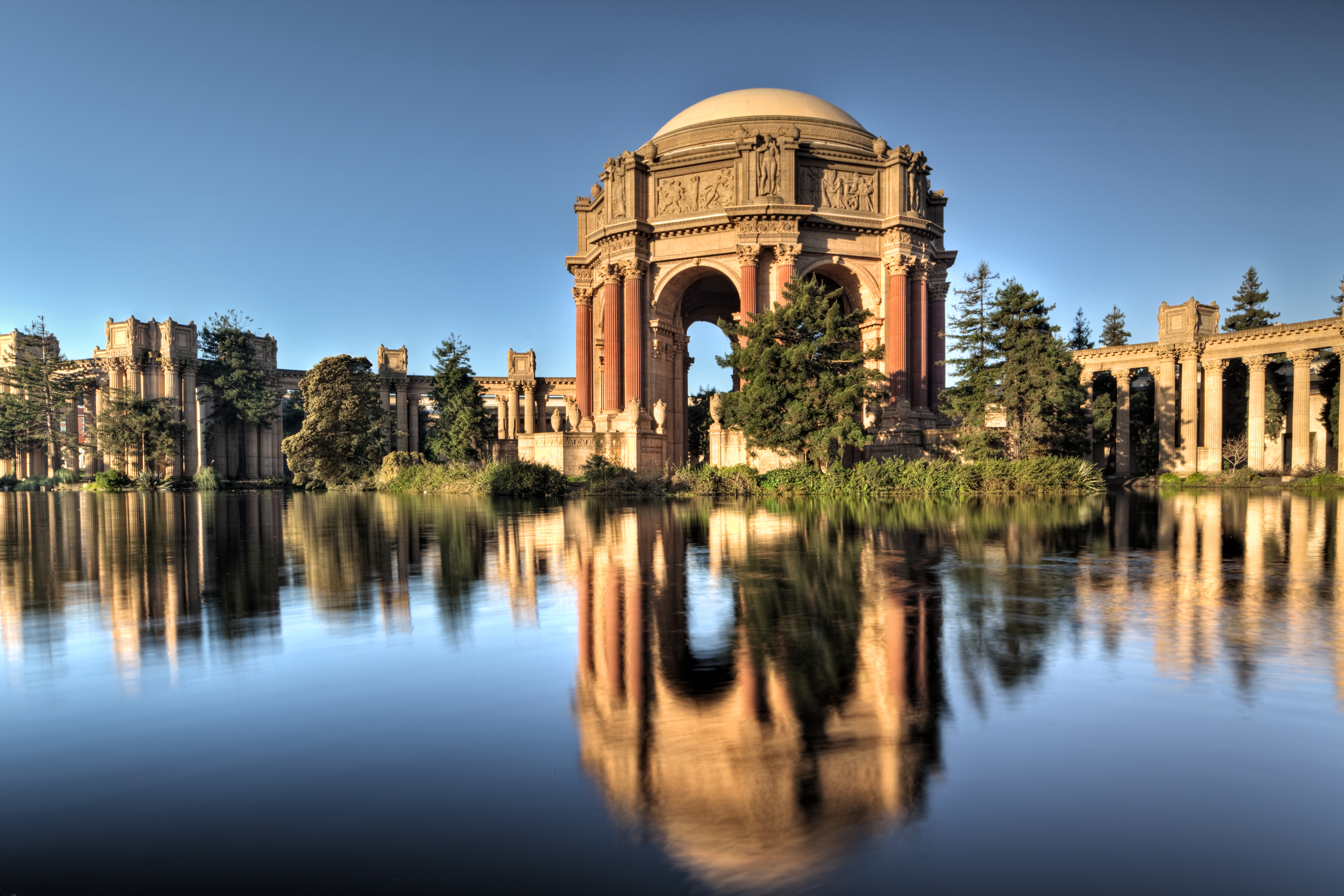
Le Palace of Fine Arts.

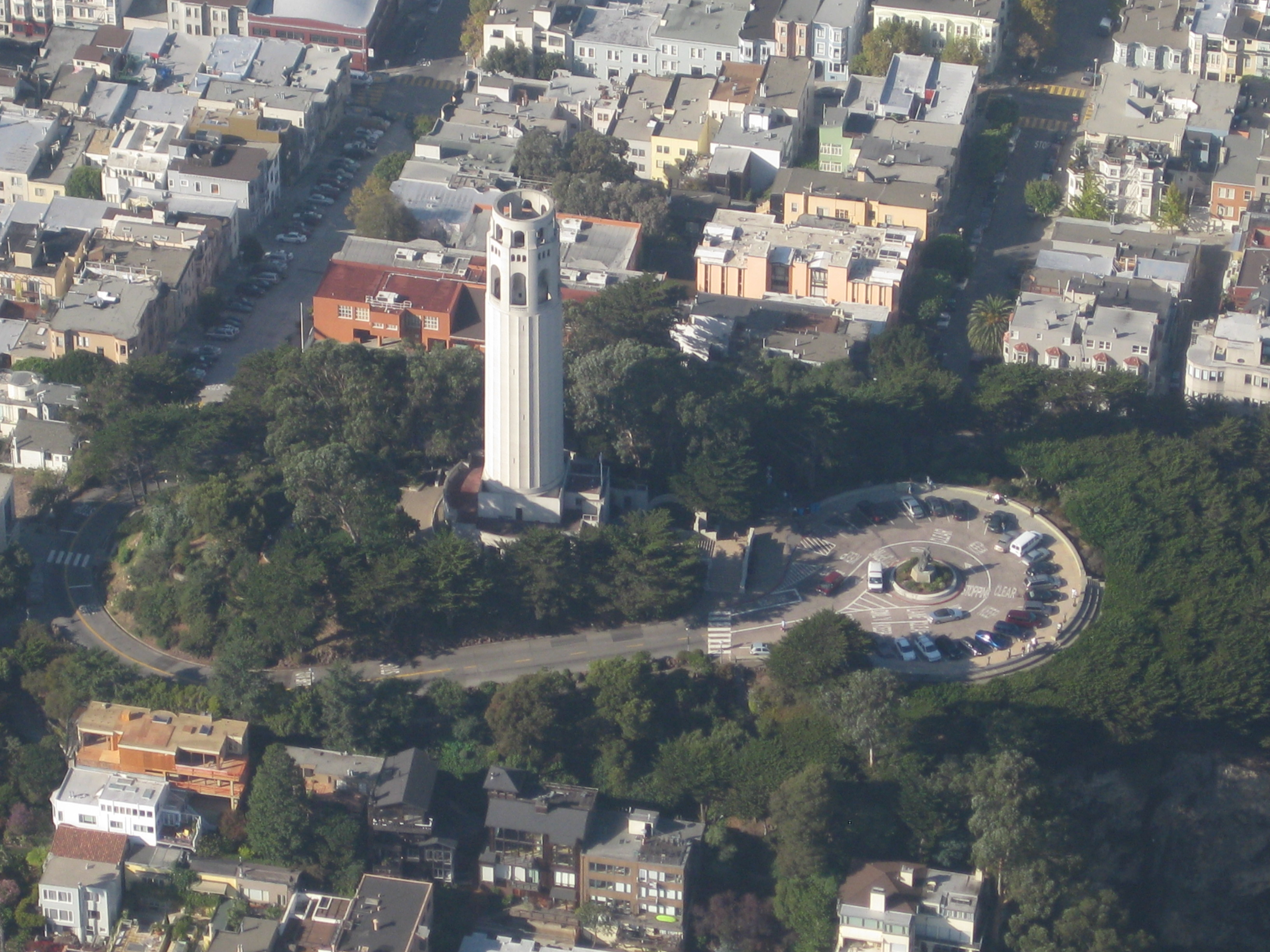
Vue aérienne de la Coit Tower, entourée de jardins exotiques.

  - AIDS Memorial Grove (affilié au National Park Service en tant que Mémorial national)
  - California Academy of Sciences
  - Conservatory of Flowers
  - Japanese Tea Garden
  - Kezar Stadium
  - San Francisco De Young Museum
  - Music Concourse
  - Jardin botanique de San Francisco
- Grand View Park
- TPC Harding Park

Jefferson Square Park
- Lincoln Park, incluant :
  - California Palace of the Legion of Honor
- Lake Merced
- McLaren Park
- Marina Green
- Mount Davidson Park
- Mountain Lake Park
- Palace of Fine Arts
- The Panhandle
- Pioneer Park, incluant :
  - Coit Tower
- Portsmouth Square
- Zoo de San Francisco
- Sigmund Stern Recreation Grove
- South Park
- Twin Peaks
- Union Square
- Warm Water Cove
- Washington Square

San Francisco Redevelopment Agency
- Mission Creek Park
- Rincon Park
- South Beach Park
- Yerba Buena Gardens

## Parcs privés
- AT&T Park
- Ghirardelli Square
- Levi's Plaza